# Джедаї
Джеда́ї (англ. Jedi) — персонажі всесвіту «Зоряних війн», адепти ордену лицарів-миротворців, які володіють Силою. Орден джедаїв характеризується своєрідним життєвим устроєм, військовими традиціями і кодексом честі. Основний атрибут джедая — світловий меч. Джедаї мають низку рангів, починаючи від новобранців юнлінгів і учнів падаванів, до лицарів і майстрів.

## Етимологія
За однією з версій Джорджа Лукаса, слово «джедаї» походить від назви жанру «дзідайгекі» (時代劇, букв. «історична драма») у японському кінематографі, що вразив режисера під час його навчання. За іншою версією — від «джед» (вождь) або «джеддак» (цар) — титулів правителів Марса в творах Едгара Барроуза.
У всесвіті «Зоряних воєн» назва походить від планети Джеда, священної для джедаїв.

## Вчення
Все життя джедаїв спирається на три основні принципи: знання, самоконтроль і Сила. Знання найголовніше та проявляється в тому, що кожному джедаєві належить володіти широким спектром відомостей у різноманітних сферах життя, а також збирати та зберігати їх. Джедаї мають численні архіви, регулярно здійснюють експедиції по галактиці та проводять наукові дослідження. Джедаї вчаться контролювати власні емоції аби покладатися на розум, та гамувати бажання аби слідувати в усьому помірності. Щодня вони п'ять разів медитують задля єднання з Силою — метафізичною енергією, що пронизує все живе у Галактиці. Всі істоти перебувають в симбіозі з мікроскопічними організмами, мідіхлоріанами, котрі пов'язують їх із Силою, дозволяючи впливати на живу і неживу природу. Джедаї — прибічники використання Світлого боку Сили, що досягається через спокій, співчуття, самовідданість і любов до всіх живих істот. Їм належить використовувати зброю тільки для захисту, але не для нападу.
Кожен джедай володіє світловим мечем, який повинен створити самотужки на священній льодяній планеті Ілум. Саме там зустрічаються кристали, котрі є основою для меча.

## Здібності джедаїв
Джедаї навчаються використовувати Силу за кількома основними напрямками:
- Тутамініс — поглинання енергії, що дозволяє витримувати шкідливе випромінювання від природної радіації до пострілів бластерів.
- Курато салва — здібності з лікування, що включають виявлення хвороб і поранень, а також їх усунення й тамування болю. Особливо здібні джедаї навчаються впадати в стан сплячки при важких пораненнях, що дозволяє їм заощаджувати ресурси організму до прибуття допомоги.
- Алтус сопор — концентрація для посилення зв'язку із Силою, що підвищує чуття.

Особливі здібності джедаїв включають навіювання, телепатію, телекінез, керування силами природи. Так, джедаї можуть змусити ворогів не помічати їх, погодитися із власною думкою, прочитати їхні думки, рухати об'єкти на відстані, прискорювати чи пригнічувати процеси життєдіяльності істот, спричиняти на відстані вибухи, відновлювати за власною волею власне тіло в разі пошкодження, та навіть створювати кротовини в просторі.
Особливо сильні адепти Світлого боку після смерті здатні існувати як привиди Сили та спілкуватися з живими. Довгий час лише жриці Сили знали таємницю безсмертя. Після того, як вони поділилися нею з Квай-Гон Джинном, кілька джедаїв також досягли безсмертя: сам Квай-Гон Джин, Обі-Ван Кеннобі, Йода й Енакін Скайвокер.

## Кодекс джедая
Джедаї цілковито присвячують своє життя служінню Ордену та Республіці. Їм забороняється одружуватись і мати дітей. Джедаї уникають емоцій та пристрастей. Основи життя джедаїв закладено в їхньому Кодексі. Ключову установку Кодексу висловлює п'ятирядкова мантра. Існує кілька її версій, однак основна така:
| There is no emotion, there is peace. There is no ignorance, there is knowledge. There is no passion, there is serenity. There is no chaos, there is harmony. There is no death, there is the Force. | Немає емоцій — є спокій. Немає невідання — є знання. Немає пристрастей — є незворушність. Немає хаосу — є гармонія. Немає смерті — є Сила. |

Юнлінги під час проходження випробувань повторюють альтернативну версію:
| Emotion, yet peace. Ignorance, yet knowledge. Passion, yet serenity. Chaos, yet harmony. Death, yet the Force | Емоції, однак спокій. Невідання, однак знання. Пристрасть, однак незворушність. Хаос, однак гармонія. Смерть, однак Сила. |

## Організація
Орден джедаїв має розвинену структуру, що спирається на ієрархію за званнями. Кандидатами в джедаї стають діти, здібні до користування Силою, незалежно від того, до якого розумного виду вони належать. Орден слідкує за їх появою і за законом має право забирати їх на навчання. В Республіці часто вважається великою честю коли дитина входить до Ордена. В той же час існують примітивні планети, на яких користування Силою вважається чаклунством і здібних до нього бояться чи навіть переслідують.
- Юнлінг. Юнлінгами називаються діти, прийняті до Ордена. Їм належить проявити базові знання Кодексу джедаїв, самодисципліну та володіння Силою. В Республіці діти, які мають здібності до Сили (велику кількість мідіхлоріанів), забиралися Орденом за згодою їх батьків і виховувалися джедаями в невеликих групах на планеті-столиці Корусант. Не всі юнлінги проходять випробування, Рада джедаїв може відхилити кандидатуру на подальше навчання в Ордені, або ж кандидат може за власним бажанням відмовитися від нього. В усякому разі, всі особи, котрі були прийняті в юнлінги, мають змогу лишитися в Ордені на обслуговуючих посадах.
- Падаван. Джедай може взяти собі в навчання одного юнлінга як падавана (підмайстра), влаштувавши йому перед цим випробування. Рада джедаїв зазвичай не втручається в цей процес, вважаючи, що пару учня та вчителя визначає Сила. Вік переходу в падавани коливається між 12 і 18 стандартними роками. Падаван усюди слідує за своїм вчителем і вивчає тонкощі джедайської науки на живому прикладі. Часто він бере участь у військових операціях пліч-о-пліч з учителем. Йому належить слухатися наказів, навіть якщо вони суперечать вивченому раніше. Також падавану необхідно створити власний світловий меч, здійснивши паломництво на Ілум. Вигляд меча, як і його характеристики, індивідуальні, вчитель лише підказує які базові компоненти слід підібрати. За часів Республіки щороку проводилися турніри серед падаванів задля відточення їхньої майстерності. Коли вчитель вважає за потрібне, падаван стає лицарем. Відмітною ознакою падаванів було заплетене в маленьку косу волосся (або прикраса, якщо падаван належав до виду, що не має волосся). Воно дозволяло впізнати падавана зі спини.
- Лицар-джедай. Пройшовши випробування майстерності, відваги, духовності, витримування болю та прозорливості, падаван стає повноправним членом Ордена джедаїв. На церемонії посвячення інші джедаї освітлюють кандидата своїми мечами в темряві та зрізають косу падавана. На відміну від юнлінгів, падавани в разі провалення випробувань можуть за рішенням Ради джедаїв отримати другий шанс. Лицарі-джедаї підкорюються тільки Раді джедаїв та вільні виконувати її накази в широких межах так, як самі вважають за найдоцільніше. Місії лицарів можуть включати миротворчі й дипломатичні операції, або розвідку. Відповідно лицарі-джедаї отримують додаткові титули хранителя, консула, або вартового. Іноді лицарі-джедаї проявляють обдарованість в окремих аспектах застосування Сили та отримують особливі титули. Наприклад, здатні до ясновидіння джедаї називаються джедаями-пророками, здібні в лікуванні — джедаями-знахарями, а в науці — джедаями-дослідниками. Член Ордена джедаїв, який успішно навчив хоча б одного падавана, здобуває звання магістра (майстра). Служба в ранзі лицаря може тривати десятки, а то й сотні років, якщо дозволяють особливості виду, до якого належить джедай.

Найшанованіші та дисципліновані магістри обиралися до Ради джедаїв. Гранд-майстер або Великий магістр Ордена — неформальне звання, яким магістри називають наймудрішого і наймогутнішого зі своїх лав.
Крім того, до Ордена входять обслуговуючі відділи: сільсько-господарський, медичний, освітній та експедиційний. Сільсько-господарський забезпечує Орден харчуванням. Медичний надає послуги з лікування, в тому числі допомагає військам Республіки в зонах бойових дій. Освітній відділ складається з дослідників, учителів та архівістів. Експедиційний займається дослідженням галактики й розвідкою.

## Оснащення

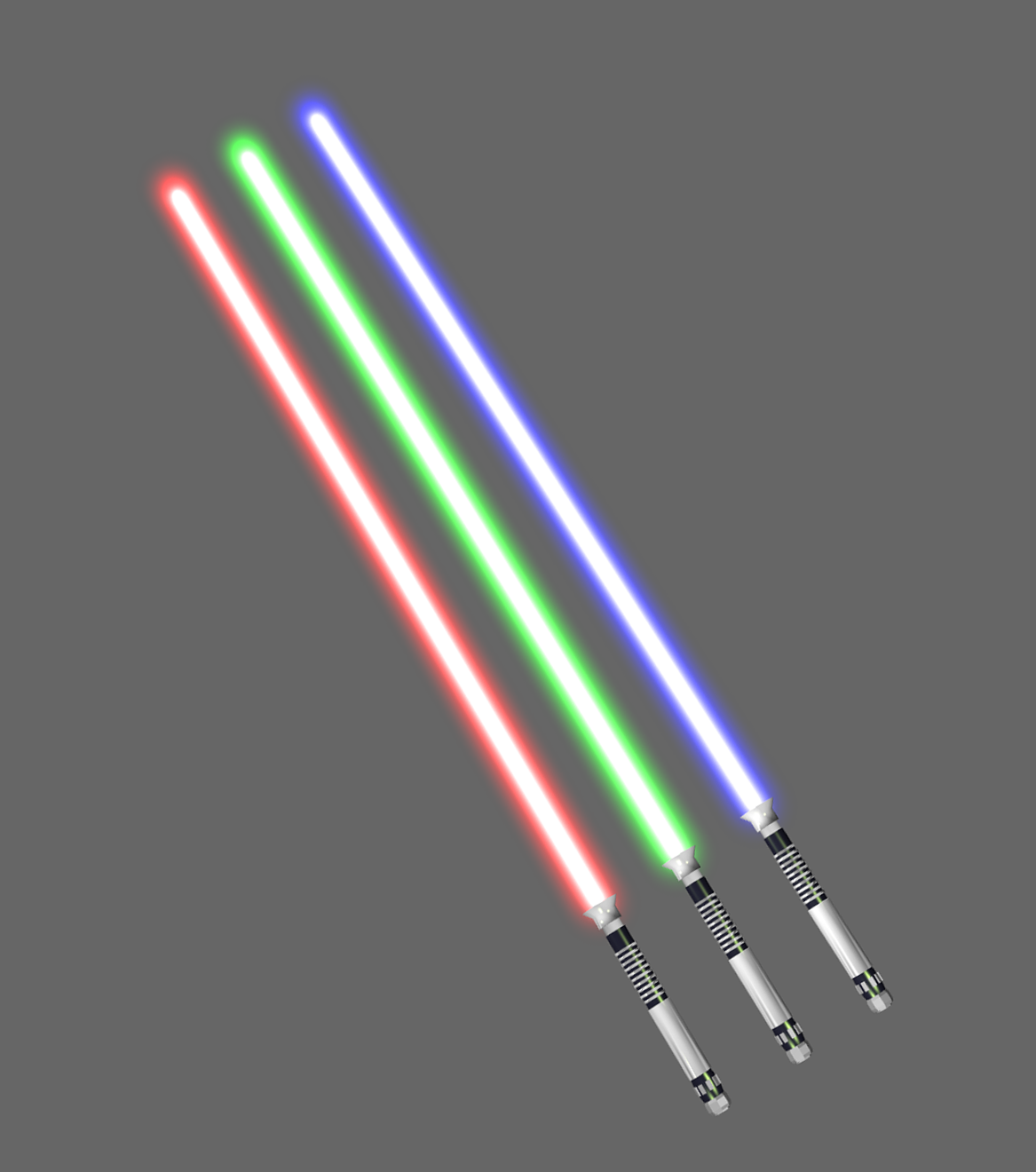
Світлові мечі

Джедаї носять роби, як правило білі, сірі чи коричневі, а своє оснащення кріплять на поясі. Воно включає світловий меч і допоміжні пристрої. Меч являє собою руків'я, з якого при натисненні відповідної кнопки вихоплюється високотемпературний промінь, довжина якого змінюється спеціальним регулятором. Світловий меч вирізняється тим, що його «лезо» невагоме та може розрізати більшість відомих матеріалів, при цьому краї розрізу оплавлюються. З цієї причини рани, завдані світловим мечем, миттєво припікаються й не кровоточать. Крім бойового застосування, світловий меч може слугувати для освітлення чи обігріву. Кожен меч унікальний і єдиного стандарту не існує. Деякі джедаї створюють особливі модифікації, такі як мечі з лезами на обох кінцях руків'я, світлові піки, чи мечі з гнучкими лезами, котрі використовуються як своєрідні батоги. Колір леза залежить від характеристик кристала, що лежить в основі меча. Найпоширеніші — це леза блакитного, зеленого та жовтого кольорів. Хоча світловий меч — це головна зброя джедаїв, вони опановують і різноманітною іншою зброєю, як ближнього бою, так і стрілецькою. Використовуючи телекінез, вони здатні спрямовувати її удари чи постріли на відстані, так само як і посилювати удари голіруч або відкидати противників, не торкаючись їх.
Джедаї мають дихальну маску (дозволяє перебувати під водою до 2-х годин), маяк-трансивер (забезпечує миттєвий зв'язок із Храмом джедаїв у радіусі 48 тис. світлових років, але використовується для передачі коротких повідомлень), пневматичний альпіністський гак (дозволяє зачіплятися за уступи), комлінк (забезпечує зв'язок з іншими джедаями в радіусі 100 км, а також створює радіоперешкоди) і проектор (транслює голограму співрозмовника чи іншу інформацію). Крім того джедаям видаються поживні капсули, портативний світильник, і комплект ремонтних інструментів.
У Храмі джедаїв до його знищення були розташовані архіви та хімічні, мікрооптичні й інші аналізатори, якими джедаї зазвичай могли вільно користуватися для виконання своїх місій. В розпорядженні джедаїв перебувають космічні кораблі різних типів і спеціалізації.

## Історія
Орден джедаїв було засновано за багато тисяч років до битви при Явіні на планеті Еч-Те. Перший джедай створив там храм, де сповідувалась рівновага Світлого і Темного боку Сили. Досліджуючи галактику, джедаї відкрили планету Ілум, багату на поклади кайбер-кристалів, здатних резонувати із Силою. Для паломництва на Ілум було створено зореліт «Горнило», що потім став базою дроїда Гуянга, котрий розробив світлові мечі.
Близько 6 тис. років ДБЯ в Ордені джедаїв стався розкол: частина джедаїв стала віддавати перевагу Темному боку Сили, утворивши ситхів. Розкольників було вигнано і вони осіли на планеті Коррібан, яку спустошили численними війнами та в пошуках дедалі більшої могутності стали загрозою всій галактиці. Ситхи застосовували космічну зброю на основі кайбер-кристалів, але зрештою, після тисячолітньої боротьби, зазнали поразки. Після війн ситхів постраждалими від неї цивілізаціями було засновано Стару Галактичну Республіку.
Близько 5 тис. років ДБЯ джедаї перенесли центр свого Ордена на планету Корусант. Вони звели храм на місці стародавнього храму ситхів аби нейтралізувати його вплив. Утім, це непомітно ослаблювало джедаїв. Вони стали охоронцями миру аби не допускати майбутніх конфліктів галактичного масштабу. Зокрема, джедаї знищили рабовласницьку імперію зигеріанів. Після цього в Ордені виникла секта Орду Аспекту, що займалася пошуками безсмертя. Її експерименти з перенесення свідомості в комп'ютер завершилися божевіллям лідера Орду Аспекту, Рура, та знищенням з допомогою дроїдів як сектантів, так і багатьох ортодоксальних джедаїв. Прагнучи усувати загрози для миру в галактиці, джедаї близько 4-го тисячоліття ДБЯ намагалися обмежити експансію мандалорців. Це лише спонукало войовничих мандалорців до масштабної війни, в ході якої було атаковано Корусант і розграбовано Храм джедаїв.
Тим часом ситхи набирали міць за кордонами Республіки та близько 1 тис. років ДБЯ почали наступ. Ослаблена Федерація зазнала поразки в 1019 ДБЯ, проте джедаї змогли вбити лорда ситхів і тим самим посіяти хаос в лавах противників. Наступний лорд ситхів, Дарт Бейн, встановив «правило двох», за яким одночасно в галактиці не повинно бути більше двох ситхів — учня і вчителя. Довгий час про ситхів більше не було відомо, Республіку було реорганізовано, а джедаї заснували на Корусанті академію, де навчали нових джедаїв для підтримання миру. В галактиці настала тисячолітня епоха, відома як Великий Мир.
В наступні століття Орден джедаїв зменшив свою військову роль, більше вдаючись до дипломатії, а крім того взяв на себе боротьбу з піратами й іншими злочинцями. Магістр Сайфо-Діас був противником такої політики, вважаючи, що джедаї ослабли. Тому він потай замовив у каміноанів створення армії клонів, яка служила б Республіці для врегулювання майбутніх конфліктів. Цей задум, однак, був частиною плану лорда ситхів Дарта Сідіуса, котрий увійшов до сенату Республіки під подобою сенатора Шіва Палпатіна. Ситх уміло приховував свою суть, не в останню чергу завдяки тому, що оточив себе предметами старовини, в тому числі артефактами ситхів. Через це Рада джедаїв не могла точно визначити хто саме є ситхом, лише відчуваючи його присутність за непрямим ознаками. Палпатін налаштував дружні стосунки з джедаєм Дуку, який відчував відразу до корупції в Республіці. Маніпулюючи його почуттями, Сідіус схилив джедая на Темний бік. Маніпулюючи з одного боку Республікою, а з іншого Торговою федерацією, лорд ситхів підбурив обох до війни, в якій використав армію клонів. Поступово зростала недовіра до джедаїв через їхню зосередженість на особливих загрозах і ігнорування проблем пересічних громадян. Значний внесок у недовіру до них зробило те, що сепаратистів очолив джедай-відступник, граф Дуку.
Врешті Палпатін підлаштував своє викрадення генералом Грівусом і графом Дуку та звільнення Обі-Ваном Кенобі з його падаваном Енакіном Скайвокером. Покладаючись на егоїзм Енакіна, владика ситхів послав йому видіння смерті Падме, жінки, в яку Енакін закохався попри заборону. Той погодився стати учнем Сідіуса в надії дізнатися таємницю безсмертя. Джедай Мейс Вінду, підозрюючи хто насправді Палпатін, наважився самотужки вбити владику ситхів, але це тільки переконало Енакіна, що джедаї прагнуть узурпувати владу. Коли Торгова федерація зазнала поразки, Сідіус переконав сенат надати йому необмежену владу задля подальшого підтримання миру. Він проголосив реорганізацію Галактичної Республіки в Галактичну Імперію, та віддав клонам Наказ 66, за яким ті убили джедаїв, роз'єднаних в ході війни по різних регіонах. Енакін, названий ним Дартом Вейдером, убив юнлінгів і спалив Храм джедаїв. Уцілілі джедаї переховувалися в надії колись відродити Орден. Одні з останніх джедаїв, Обі-Ван і Йода, спробували вбити Сідіуса, але зазнали невдачі. Йода не зміг пересилити владику ситхів та пішов у добровільне вигнання. Намагаючись знищити Дарта Вейдера, Обі-Ван здолав його й покинув помирати, але Вейдера врятував Сідіус, забезпечивши спеціальним скафандром і протезами.
Передбачаючи, що майбутні потенційні джедаї з'являтимуться в майбутньому, Сідіус створив інквізицію для пошуків таких осіб і знищення або навернення собі на службу. На місці Храму джедаїв він збудував власний палац та відновив схований під фундаментом храм ситхів. Син Дарта Вейдера, Люк Скайвокер, був знайдений Обі-Ваном. Той навчив Люка користуватися Силою і вручив йому світловий меч, зробивши новим джедаєм. Завдяки його навчанню Люк зумів знищити бойову станцію «Зірку смерті», здатну руйнувати планети. Коли Дарт Сідіус дізнався про існування Люка Скайвокера та його потенціал, він запланував зробити його своїм учнем, а Вейдера позбутися. В той же час Дарт Вейдер замислив з допомогою Люка вбити Палпатіна й захопити владу. Зрештою батьківські почуття Вейдера пересилили й він викинув владику ситхів до шахти реактора нової «Зірки смерті». Після цього повстанці проти Імперії здійснили атаку на станцію, внаслідок якої її було зруйновано. Галактичну Республіку було відновлено, а Люк Скайвокер, лишившись до того часу останнім джедаєм, заснував новий Орден. Він збудував новий Храм джедаїв, який утім був набагато менший за колишній
Впродовж 20-и років Люк набирав джедаїв по всій галактиці. Одним з членів Ордена став небіж Люка, Бен Соло. Відчувши в учневі схильність до Темного боку, Скайвокер на мить замислився про його вбивство. Бен через це збунтувався, вбив інших джедаїв і спалив храм. Частина приєдналася до нього, пізніше отримавши назву лицарів Рен. Після цього він поставив собі за мету здобути таку ж могутність, як його дід, Дарт Вейдер. Бен приєднався до Верховного Порядку, що став спадкоємцем Галактичної імперії, та зробився учнем її лідера Сноука. Взявши ім'я Кайло Рен, Бен навчався вмінням ситхів, тоді як Люк Скайвокер пішов у добровільне вигнання на планету Еч-Те, де й зародилися перші джедаї. Коли Верховний Порядок почав наступ на Нову Галактичну Республіку, було організовано Опір, до якого увійшла обдарована з Силі дівчина Рей. Опір розшукував Люка і врешті Рей дісталася до Еч-Те, аби Люк зробив її джедаєм. Той, однак, довго відмовляв їй, переконаний, що негідний навчати нове покоління, а засвоїти потрібні знання джедаїв — довгий процес. Врешті він навчив її телекінезу, та саме завдяки цьому вмінню Рей змогла врятувати залишки Опору, переслідувані Кайло. Привид сили Йоди переконав Люка, що головне джерело знань — це власні помилки, та спалив архіви джедаїв аби наступні покоління спиралися на власний досвід. Люк прийшов на допомогу Опору, затримавши Кайло ілюзією, але в результаті загинув, витративши всі сили. Подальше навчання Рей відбувалося під наглядом Леї, котра не була джедаєм, проте вміла користуватися Силою. Як згодом з'ясувалося, Дарт Сідіус вижив і маніпулював Рей та Кайло аби привести обох до себе та поглинути їхню життєву силу, повернувши тим самим собі молодість. У плани Сідіуса входило відродити Галактичну Імперію, проте Рей і Кайло зуміли йому завадити. В ході битви Кайло загинув, а Рей, підтримувана міццю всіх джедаїв, які жили до неї, знищила Дарта Сідіуса назавжди. Після цього вона стала єдиною з джедаїв, утім, в галактиці також лишилося безліч дітей, здібних до користування Силою.